# Église Saint-Nicolas de Gotovuša
Pour les articles homonymes, voir Église Saint-Nicolas.
L'église Saint-Nicolas de Gotovuša (en serbe cyrillique : Црква светог Николе у Готовуши ; en serbe latin : Crkva svetog Nikole u Gotovuši) est une église orthodoxe serbe située à Gotovuša/Gotovushë près de Štrpce/Shtërpcë, au Kosovo. Construite au XVIe siècle, elle dépend de l'éparchie de Ras-Prizren et est inscrite sur la liste des monuments culturels d'importance exceptionnelle de la république de Serbie.

## Présentation
L'église Saint-Nicolas est un édifice de petites dimensions constitué d'une nef unique voûtée en berceau et prolongée d'une abside à trois pans. Le toit, à pignon, est recouvert de dalles de pierres. La façade occidentale est décorée d'une ouverture située au-dessus de la porte et la façade nord est ornée d'une niche.
L'église possède des fragments de fresques qui représentent des scènes des grandes fêtes liturgiques qui s'étendent sur deux niveaux ; le plafond est décoré de frises représentant dix bustes de Prophètes en médaillon. L'église abrite aussi une figure du Christ Emmanuel, une représentation du conseil du Saint Ange, un Christ pantocrator et une grande composition représentant l'Ascension. La plupart des fresques de l'autel sont totalement préservées ; elles participent d'un programme pictural commun et s'apparentent par leur style à celles de l'église Saint-Nicolas de Bogoševci et de l'église Saint-Georges de Gornje Selo, dans la paroisse voisine de Sredska/Sredskë, ce qui permet de les dater des années 1560.